# Angelca Likovič
Angelca Likovič, slovenska političarka, * 27. januar 1944, Blečji Vrh.
Med 16. junijem 2000 in 1. decembrom 2000 je bila državna sekretarka Republike Slovenije na Ministrstvu za šolstvo, znanost in šport Republike Slovenije.
Širši javnosti je postala znana kot komentatorka v resničnostnih šovih kot npr. Kmetija, Kmetija slavnih, Big Brother, Gostilna išče šefa ... 

## Predsedniške volitve 2017
Leta 2017 je pri stranki Glas za otroke in družine napovedala kandidaturo za predsednico države na volitvah predsednika Slovenije. Dosegla je 0,59 % oz. 4418 glasov, kar je manj kot je bilo neveljavnih glasovnic. V kampanji je zagovarjala predvsem tradicionalne vrednote in podpirala prizadevanja za vzpostavitev okoliščin, ki bi mladim omogočale ustvarjanje družin. 